# Automotrice FCS ALn 40
Le automotrici ALn 40 sono state una piccola serie di 3 rotabili automotori termici alimentati a gasolio, a scartamento ridotto (950 mm), costruito dalla FIAT – Sezione Materiale Ferroviario negli anni trenta per il servizio viaggiatori delle Ferrovie Complementari della Sardegna.

## Storia
Le automotrici furono ordinate nel 1937alla Fiat, dalla Direzione di esercizio delle FCS per velocizzare il servizio sulle linee Macomer-Nuoro e Macomer-Bosa, lungo le quali il 15 giugno 1937 iniziò l'attività di questi rotabili. Furono realizzate, in numero di tre unità, immatricolate come ALn 40.11-13, secondo uno schema progettuale simile a quello delle ALn 200 precedentemente fornite all'altra concessionaria sarda FMS,  ma con doppio motore, date le pendenze maggiori delle proprie linee, che raggiungevano il 30 per mille. Vennero prodotte con allestimento interno diviso in due classi; 6 posti di prima classe e 32 di seconda.. Negli anni del secondo dopoguerra continuarono a servire il trasporto locale fino agli inizi degli anni cinquanta. Per decenni i resti di questi rotabili sono stati abbandonati nella stazione di Tirso. Nel 2012 l'ARST, gestore dal 2010 delle linee ex FCS, ha dato il via al recupero degli esemplari di ALn 40 ricoverandoli presso i depositi della stazione di Monserrato, in vista di un possibile restauro.

## Tecnica
Le automotrici hanno la cassa a struttura tubolare saldata che poggia direttamente sui due carrelli mediante un perno e dei rulli di scorrimento. Sulle testate si trova solo un perno di aggancio a barra rigida e sono prive di pancone o respingente. Il frontale è molto caratteristico con un grande scudo alettato che copre il radiatore e si prolunga quasi fino a terra.
I carrelli sono semplici; un telaio in acciaio saldato costituito da due longheroni su cui poggia la cassa per mezzo di rulli scorrevoli. Le sospensioni sono a balestra. Il motore trova posto sopra ciascun primo asse e tutta la meccanica è contenuta entro il carrello.
Le ALn 40 montavano una coppia di motori diesel, tipo 355 C a iniezione diretta, a sei cilindri in linea capaci di erogare 59 kW ciascuno.